# Wiera Bryndziej
Wiera Władimirowna Bryndziej (ros. Вера Владимировна Брындзей; ukr. Віра Володимирівна Бриндзей, Wira Wołodymyriwna Bryndzej, ur. 25 stycznia 1952 w Stanisławowie) – radziecka łyżwiarka szybka, złota medalistka mistrzostw świata.

## Kariera
Największy sukces w karierze Wiera Bryndziej osiągnęła w 1977 roku, kiedy zdobyła złoty medal podczas wielobojowych mistrzostw świata w Keystone. W zawodach tych wyprzedziła na podium dwie rodaczki: Galinę Stiepanską oraz Galinę Nikitiną. Bryndziej wygrała tam biegi na 500 i 1000 m, była trzecia na 1500 m oraz piąta na dystansie 3000 m. Był to jednak jedyny medal wywalczony przez nią na międzynarodowej imprezie tej rangi. Była też między innymi czternasta na rozgrywanych rok później mistrzostwach świata w Helsinkach. W 1980 roku wystartowała w biegu na 1500 m podczas igrzysk olimpijskich w Lake Placid, kończąc rywalizację na osiemnastej pozycji.
Trzykrotnie zdobywała medale mistrzostw Związku Radzieckiego, w tym srebrny w sprincie w 1975 roku, srebrny w 1977 roku i brązowy w 1978 roku w wieloboju.
W 1977 roku otrzymała tytuł Zasłużonego Mistrza Sportu ZSRR.